# J·R·布雷默
小欧内斯特·布雷默（英語：Ernest Bremer Jr.，1980年9月19日—），美国NBA联盟前职业篮球运动员。